# La Niña (skib)
|  | For vejrfænomenet, se La Niña |
La Niña (det spanske ord for "pige(n)") var et af de tre skibe, som Christopher Columbus brugte på sin første rejse over Atlanterhavet i 1492. Skibets rigtige navn var Santa Clara. Navnet La Niña var formentlig et ordspil på skibets ejers navn, Juan Niño. Skibet var en karavel.
De andre skibe i Columbus' ekspedition var karavellen La Pinta og karakken Santa María. La Niña var oprindelig et latinersejlskib rigget caravela latina, men blev ved Azoerne rigget som caravela redonda med råsejl for bedre ydedygtighed på havet. Der er ingen autentisk dokumentation for Niñas speficikke design. Ofte siges skibet at have haft tre master, men der er nogle beviser på at det havde fire master.

## Historie
På Columbus' første rejse, havde La Niña 24 mand om bord, med Vicente Yáñez Pinzón som kaptajn. Ifølge optegnelserne i Libro de Armadas var skibet en karavel med en længde på cirka 20 meter, en bredde på cirka 7 meter og en dybgang på cirka 2 meter. Det kunne transportere en last på cirka 60 ton.
Den 3. august 1492 forlod de den andalusiske havn Moguer ved Palos de la Frontera i det sydvestlige Spanien, gjorde ophold på de Kanariske Øer den 12. august 1492 og fortsatte vestover. Ved daggry den 12. oktober 1492 så de land ved Bahamas. Efter Santa Maria var gået på grund, vendte Columbus tilbage om bord på Niña i begyndelsen af 1493, og ankom til Palos de la Frontera den 15. marts. På Niñas første rejse til Amerika, sov besætningen på dækket, men begyndte at bruge hængekøjer efter at have set indfødte sove i dem.
Allerede i september 1493 indgik La Niña i en flåde på 17 skibe på den anden rejse til Hispaniola. I mellemtiden var Columbus blevet ejer at skibet, som han valgte som sit flagskib under opdagelsen af Jamaica og Cube. Den 12. juni 1494 vendte han om bord på skibet tilbage til Hispaniola. Det stærkt beskadigede skib skulle repareres og først i 1496 kunne Columbus vende tilbage til Spanien.
Skibet blev dernæst anvendt i en handelsrejse til Rom, muligvis uden Columbus' accept. I nærheden af Sardien blev det taget til fange af franske pirater. Besætningen kunne dog betale de krævede løsepenge og vende tilbage til Spanien om bord på La Niña.
I 1498 blev skibet udrustet til den tredje rejse til Vestindien; det blev udstyret med nye planker, et 200-punds anker, nye sejl, samt lastet med 18 ton hvede, 17 ton vin, 7 ton skibstvebakker, 2 ton mel, 2.000 pund ost og en tønde saltet kød, desuden olivenolie, sardiner, druer og hvidløg. Skibet skulle transportere 90 bosættere, herunder fire kvinder. Som forsvar mod pirater, blev det udstyret med ti kanoner, 80 kanonkugler, 54 lange og 20 korte lanser, såvel som 100 pund sortkrudt. Den 3. februar 1498 blev sejlet sat, og den velbeholdne fragt blev i oktober 1499 losset i Hispaniola.
På grund af et mytteri i hans koloni, var Columbus kommet i pengenød og var tvunget til at sælge La Niña til en Diego Ortiz. Herefter er skibets videre skæbne ikke kendt.
Under Columbus' kommando sejlede La Niña mindst 25.000 sømil (46.000 km).

## Reference
1. 1 2  The Story of the Niña Arkiveret 15. maj 2008 hos  Wayback Machine, TheNina.com – skibskopiens officielle hjemmeside (på engelsk)